# Kult Westmünsterland
Das Kulturhistorische Zentrum Westmünsterland (kult Westmünsterland) ist eine Einrichtung des Kreises Borken und der Stadt Vreden, das unter seinem Dach ein Museum, das Landeskundliche Institut Westmünsterland, das Kreisarchiv und das Archiv der Stadt Vreden sowie Seminarräume, die Landeskundliche Bibliothek und einen Lesesaal vereint. Daneben wurden die Kreisheimatpflege, die Kreisdenkmalpflege und die Kulturabteilung des Kreises Borken im neuen Gebäude untergebracht.
Das Kulturhistorische Zentrum wurde als Projekt der Regionale 2016 am Standort des früheren Hamaland-Museums in Vreden errichtet. Es wird unter dem Begriff kult, abgeleitet von Kultur und lebendige Tradition Westmünsterland, beworben. Nach mehrjähriger Bauzeit wurde es im Juli 2017 eröffnet.

## Lage
Das Kulturhistorische Zentrum liegt zentral in Vreden in unmittelbarer Nähe zur Stiftskirche St. Felicitas und zur Pfarrkirche St. Georg. Das Gebäude zieht sich vom Kirchplatz mit dem Haupteingang zwischen Butenwall und Gasthausstraße auf mehr als 100 Meter Länge am aufgestauten Stadtgraben entlang bis zum Pulverturm. Auf der anderen Seite des Stadtgrabens, unmittelbar neben der hier parallel zu diesem fließenden Berkel, befindet sich das Freiluftmuseum mit der historischen Hofanlage.

## Vom Hamaland-Museum zumkult
Das Hamaland-Museum wurde ursprünglich vom 1926 gegründeten Heimat- und Altertumsverein der Vredener Lande aufgebaut. Nachdem zunächst lediglich eine so genannte „Heimatstube“ bestanden hatte, erfolgte im Jahr 1938 die Eröffnung des Museums in den historischen Räumen des „Gasthaus zum hl. Geist“. Dieser Gebäudekomplex ist bis heute im Museum integriert. Ausgehend vom früheren Gasthaus wurden die Räumlichkeiten mehrfach erweitert und um das Bauernhaus-Museum ergänzt. In den 1970er Jahren wurde das Hamaland-Museum zum Kreismuseum des Kreises Borken. Es befand sich seither in gemeinsamer Trägerschaft von Kreis Borken, Stadt Vreden und Heimatverein Vreden. Die Ausstellungsgegenstände waren bzw. sind zu größeren Teilen Dauerleihgaben der Vredener Pfarrgemeinde St. Georg sowie des Heimatvereins Vreden.
Das Hamaland-Museum zeigte in verschiedenen Dauerausstellungen Exponate zur Arbeits-, Natur- und Kirchengeschichte des Vredener Raums und des Kreises Borken. Zudem widmeten sich Wechselausstellungen unterschiedlichen historischen Themen.

### Projekt der Regionale 2016
Eine Projektidee im Rahmen der Regionale 2016, die als Strukturförderprogramm für das Westmünsterland in den Jahren von 2010 bis 2017 durchgeführt wurde, war, ein „umfangreiches ‚historisches Gedächtnis‘ der Region“ zu schaffen. Dabei sollten bislang an verschiedenen Orten vorhandene Sammlungen, Archiv- und Bibliotheksbestände zusammengeführt und für Bildungs- und Forschungszwecke zugänglich gemacht werden. Das Projekt durchlief ab dem 2. November 2010 das dreistufige Qualifizierungsverfahren. Mit der Zuerkennung des Projektstatus A erhielt das Vorhaben am 20. November 2013 die Finanzierungszusage.

### Architektenwettbewerb
Das Kulturhistorische Zentrum sollte unter teilweiser Einbeziehung vorhandener Bausubstanz (Teile des alten Hamaland-Museums, Baudenkmäler ehemaliges Armenhaus und angrenzender Pulverturm im Haus Franke) neu entstehen. Der Abriss eines bis dahin als Jugendheim genutzten Gebäudes schuf zusätzlichen Planungsraum. Die Ausstellungsfläche des Museums sollte von ca. 1000 auf 1600 m² vergrößert werden. Zusätzlich wurden Anforderungen unter anderem an das Raumangebot, die Funktionalität, Wirtschaftlichkeit und Nachhaltigkeit, Grün- und Freiflächen sowie den Forschungs- und Lernbereich formuliert. Besonderes Augenmerk galt dem Eingangsbereich, besonderen Sichtachsen (zum Stift und zur Berkel) sowie der Anbindung an Innenstadt und dem Gelände mit der Rundsporthalle auf der anderen Seite der Berkel. Auf dieser Grundlage wurde ein Architektenwettbewerb im anonymen Verfahren ausgeschrieben, aus dem das Architekturbüro Bez+Kock aus Stuttgart als Sieger hervorging. Insgesamt wurden vier Preise und zwei Anerkennungen vergeben.

### Gebäude

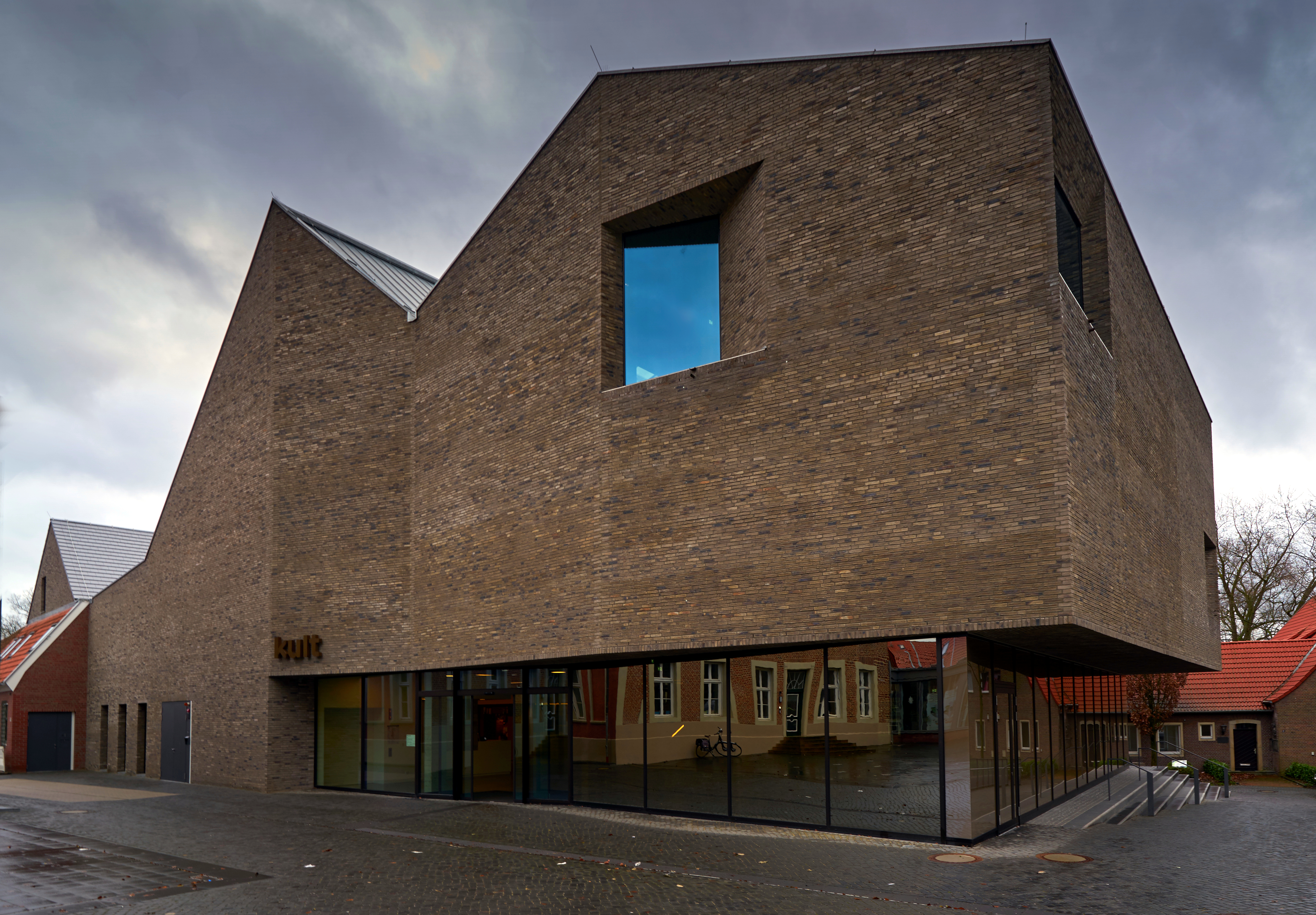
Ansicht vom Kirchplatz

Letztendlich kam der Entwurf der Zweitplatzierten des Wettbewerbs, Pool Leber Architekten aus München, die erfolgreich das VOF-Verhandlungsverfahren durchlaufen hatten, in Zusammenarbeit mit dem Büro Bleckmann / Krys (Bauleitung) aus Münster zur Ausführung. Der Gesamtkomplex umfasst 24.300 m³ umbauten Raum mit einer Nutzfläche von rund 4100 m². Davon entfallen auf die Ausstellung im Neubau ca. 2.100 m², sonstige Präsentationsflächen 400 m², Forschung und Bildung 950 m² sowie Management und Verwaltung 650 m². Zentralteil im neuen, am Kirchplatz gelegenen Teil des Gebäudes ist das atriumartige Foyer, das zwei gegenüberliegende Eingänge von der Innenstadt- und der Berkelseite besitzt. Neben dem Empfangsbereich befindet sich hier im Erdgeschoss auch ein großzügig bemessener Tagungsraum.
Der erste Spatenstich erfolgte am 7. Januar 2015, das Richtfest wurde am 9. Februar 2016 gefeiert. Im Juli 2017 wurde das Kult eröffnet. Die Baukosten beliefen sich auf 9,4 Millionen Euro, die Gesamtkosten des Projektes betrugen 13,5 Millionen Euro. Für ihren Entwurf erhielten Pool Leber weitere Auszeichnungen, darunter den Architecture Masterprize 2018 in der Kategorie Architectural Design / Cultural Architecture und den Archmarathon Award 2018 in der Kategorie Art & Culture.

## Museum

### Dauerausstellung

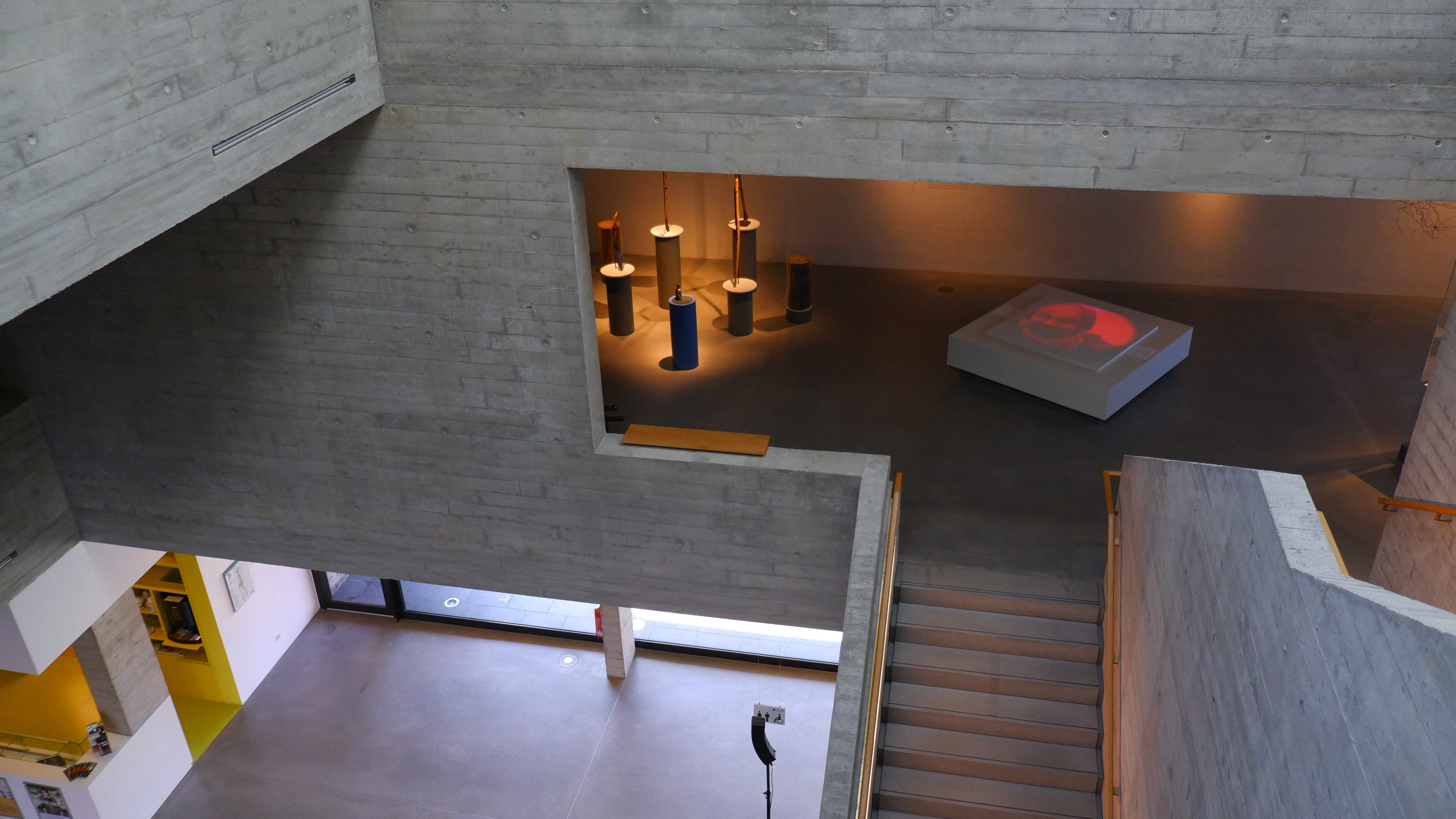
Auf der Treppe zur Dauerausstellung

Vreden und der Kreis Borken grenzen im Westen an den gelderländischen Achterhoek und die Provinz Overijssel. Die Dauerausstellung befasst sich im ersten Obergeschoss mit Themen rund um diese nahegelegene Staatsgrenze, deren zuvor umstrittener Verlauf 1765 in der Burloer Konvention zwischen dem Hochstift Münster und den niederländischen Generalstaaten vertraglich festgelegt wurde. Im Museum ist auch einer der damals aufgestellten historischen Grenzsteine zu sehen, die auf der einen Seite das münstersche Balkenwappen und auf der anderen zwei geldrische Löwen zeigen. Diese Markierungen aus Bentheimer Sandstein stehen heute noch entlang der Grenze zwischen Oldenkott im Norden und Suderwick im Süden. Die Grenze verlief quer durch den großen Hochmoorgürtel, der in weiten Teilen auch eine natürliche Barriere bildet. So werden am Anfang der Ausstellung alte handwerkliche Geräte gezeigt, mit denen die Bauern dies- und jenseits der Grenze Torf stachen, den Boden kultivierten und Plaggendüngung betrieben. 
Es folgen Exponate zum Handel zwischen Westfalen und den großen Hafenstädten an der Issel. Mit schwer beladenen Zompen wurden früher Berkel, Vechte und Schipbeek (Unterlauf der Ahauser Aa) befahren. Einen weiteren Themenschwerpunkt bildet die Staatsgrenze als Zollgrenze und das damit unvermeidlich einhergehende Schmuggelwesen. Die Grenze trennte nicht nur Herrschaftsgebiete, sondern auch Religionen. Mit der Unabhängigkeit war den Katholiken in den calvinistisch ausgerichteten Generalstaaten die Ausübung ihres Glaubens verboten. Die Ausstellung thematisiert u. a. die für die niederländischen Katholiken entlang der Grenze errichteten Notkapellen und zeigt einen Altarschrank aus der Zeit um 1750, mit dem die Gläubigen heimlich Messfeiern zelebrieren konnten. Trennendes und Verbindendes in Sachen Kleidung und Mode schließen den Rundgang auf dieser Etage des Museums ab.

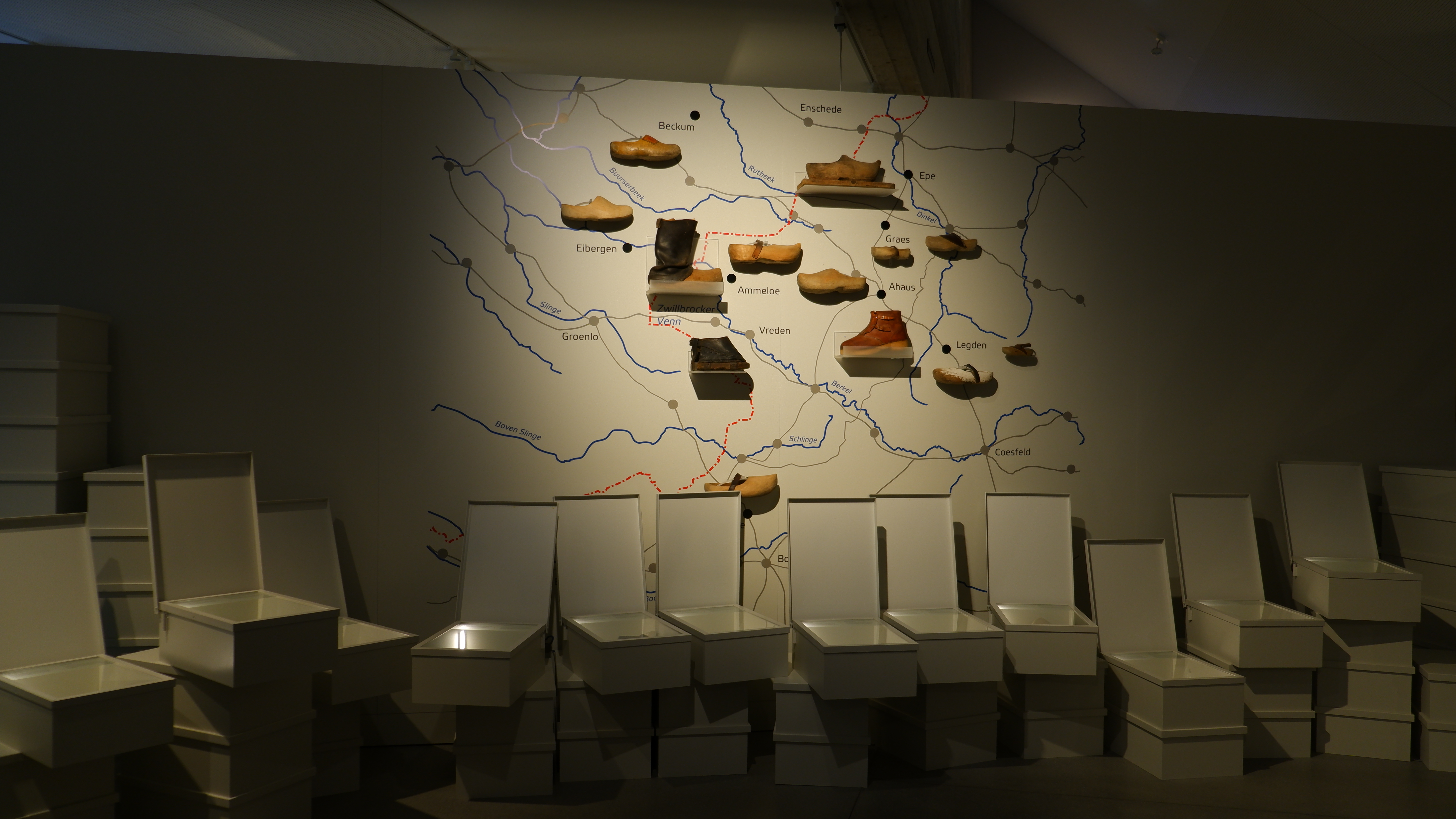
Schauwand zur niederländisch-deutschen Grenze: gemeinsame Kultur der Holzschuhe

Das 1810 aufgehobene Damenstift Vreden, dessen ehemalige Immunitätsgrenze quer durch das kult verläuft, ist Thema der Ausstellung im zweiten Obergeschoss. Durch das einzige Fenster fällt der Blick auf die Stiftskirche St. Felicitas. Die aus hochadeligen Familien stammenden Stiftsdamen mussten ihre Stiftsfähigkeit zweifelsfrei nachweisen, um Aufnahme im Vredener Kloster zu finden. So präsentiert das kult eine besonders prächtige Aufschwörungstafel der Augusta Gräfin von Manderscheid-Blankenheim und Gerolstein. Diese Stiftsdame tritt den Besuchern in der Ausstellung als Hologramm gegenüber, um von ihrem Alltagsleben im Stift zu berichten. Zu den besonders hervorzuhebenden Exponaten des Museums gehören drei vergoldete Altarfiguren aus Eichenholz des Vredener Künstlers Georg Elsbeck. Die ca. 1717 gefertigten Figuren zeigen den Heiligen Ludgerus, Münsters ersten Bischof, Papst Sixtus II., und den Heiligen Norbert von Xanten, der der Überlieferung nach bei Vreden bekehrt wurde, als er einen Blitzeinschlag überlebte. Die Figuren wurden nach dem Zweiten Weltkrieg aus den Trümmern der Stiftskirche geborgen und bewusst in ihrem beschädigten Zustand belassen. In der Ausstellung findet man darüber hinaus ein historisches Chorgestühl (frühes 16. Jh.), mehrere Graduale, liturgisches Gerät und kostbare Reliquiare sowie eine Auswahl alter und kunstvoll gestalteter Paramente. Ein besonderer Höhepunkt ist die aus Wolle, Leinen und Seide bestehende Sixtus-Kasel, die nach der Überlieferung dem 258 als Märtyrer gestorbenen Papst Sixtus II. zugeschrieben wird. Tatsächlich stammt die Wolle der Kasel aus dem Perserreich des frühen 7. Jahrhunderts. Die Kasel selbst wurde im 11. Jahrhundert gefertigt.

### Schaudepot
Das Schaudepot  befindet sich an dem der Dauerausstellung gegenüberliegenden Ende des Gebäudes, dem ehemaligen Gasthaus zum Heiligen Geist, auch Armenhaus genannt. Das Armenhaus von 1575 wurde in den kult-Komplex einbezogen, das hier von der freigelegten Außenwand des Pulverturms (Haus Franke, Gasthausstraße Nr. 7) begrenzt wird. Armenhaus und Pulverturm sind Teil der unter Denkmalschutz stehenden Gebäude Vredens. Glanzstück des Armenhauses ist die 33 m² große historische Tapete „Telemach  auf der Insel der Calypso“. Sie stammt ursprünglich vom Hof Schulze Lohoff in Laer (Kreis Steinfurt) und besteht aus 22 Bahnen. Die Tapete wurde in den 1820er Jahren in Paris von der Manufaktur Dufour & Leroy in 87 Farben auf Büttenpapier nach Motiven aus dem 1699 erschienenen Roman „Die Abenteuer des Telemach“ von Francois de Fénelon gefertigt. Es handelt sich um eines von noch vier in Deutschland vorhandenen Exemplaren, weltweit sind 24 Tapeten dieses Typs ganz oder teilweise erhalten. Das Vredener Exemplar wurde vor Eröffnung des kult für rund 70.000 Euro restauriert. Im Schaudepot wird ein regelmäßig wechselnder Querschnitt des musealen Magazinbestands gezeigt. Dieser Teil des kult wurde am 24. Juni 2018 eröffnet.

### Sonderausstellungen
Im Erdgeschoss ist ein Teil der Ausstellungsfläche in einem separaten Raum für Sonderausstellungen unterschiedlichster Art zur Geschichte, Kunst und Kultur im Westmünsterland und für überregionale Themen reserviert.

### Historische Hofanlage („Bauernhaus-Museum“)

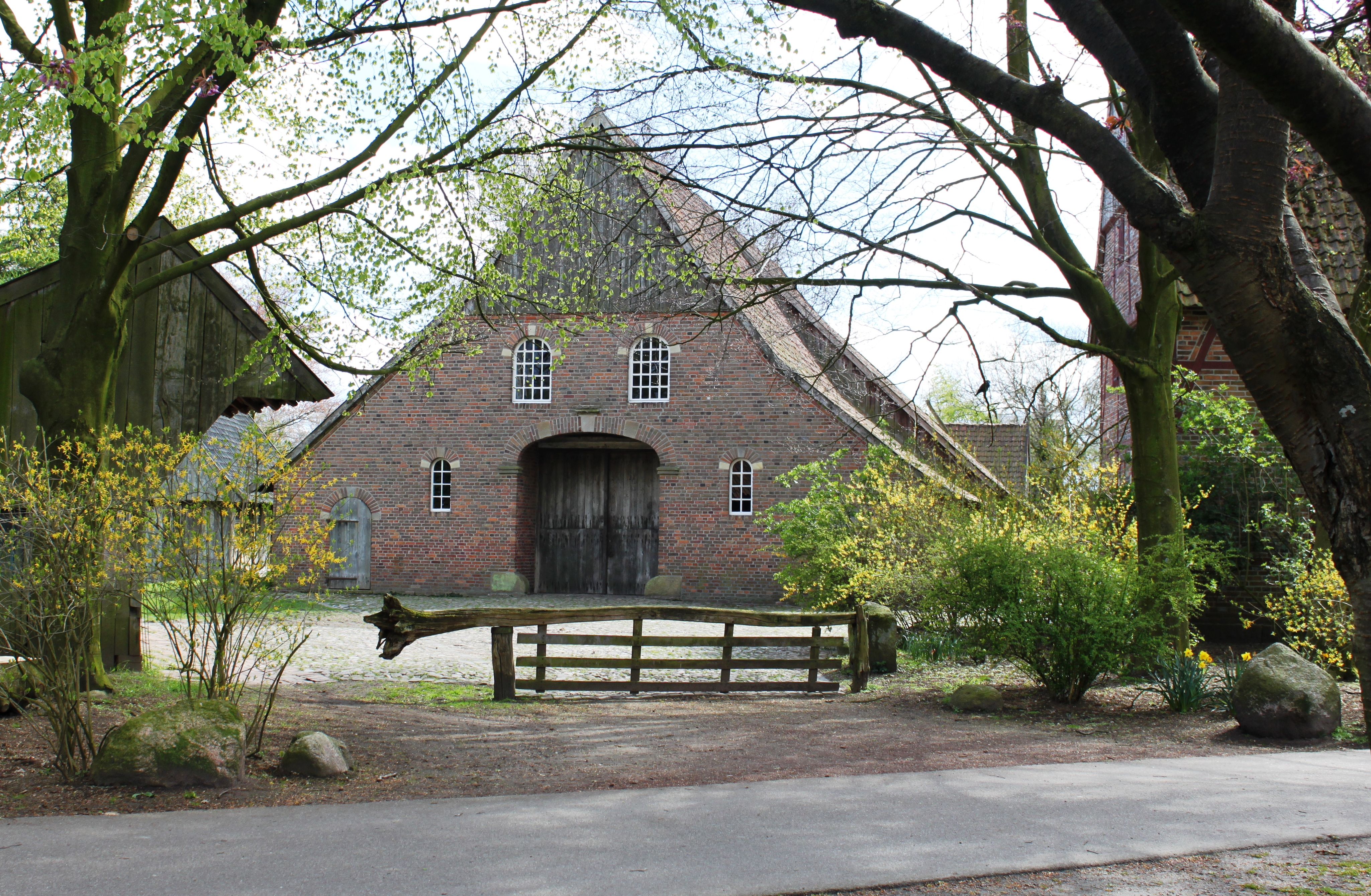
Hof Früchting, Teil der westfälischen Hofanlage des Hamaland-Museums in Vreden

Von 1969 bis 2019 war das Bauernhaus-Museum Vreden Teil des Hamaland-Museums bzw. des kult Westmünsterland. Seit April 2019 liegen die Nutzungsrechte der Hofanlage bei der Bürgerstiftung Vreden, welche in den Sommermonaten die Öffnung des Anlage sicherstellt.
Beim Bauernhaus-Museum handelt es sich um ein Ensemble von elf historischen Gebäuden, die aus der näheren Umgebung in den an der Berkel gelegenen Vredener Stadtpark transloziert wurden. Hauptgebäude der historischen westmünsterländischen Hofanlage sind der historische Hof Früchting, ein Kötterhaus sowie eine funktionstüchtige Wassermühle, die aus dem nahegelegenen Stadtgraben gespeist wird.